# 베냐민 후겔
베냐민 후겔(독일어: Benjamin Huggel, 1977년 7월 7일 ~ )은 스위스의 은퇴한 축구 선수로서, 포지션은 수비형 미드필더였다.

## 축구인 경력

### 선수 경력
1998년 FC 바젤에 입단한 후 초기엔 주로 2군에서 활약하였으나 흐리스티안 그로스 감독이 부임한 이후 1군 주전 선수로 활약하기 시작하였다. 2005년까지 바젤이 일궈낸 3번의 리그 우승에 핵심적인 역할을 하며 팀의 프랜차이즈 스타로 성장하였으며 2004-05 시즌이 끝난 이후 아인트라흐트 프랑크푸르트로 이적하였다.
2007년 6월 400,000 유로의 이적료로 프랑크푸르트를 떠나 친정 팀인 바젤로 복귀하였다. 복귀 후 첫 시즌인 2007-08 시즌 팀의 리그 우승에 공헌하였고 2009-10 시즌, 2010-11 시즌에도 팀이 연속 우승을 따내는데 기여하였다.

### 국가대표 경력
2003년 프랑스와의 경기에 출전하며 A매치 데뷔전을 치렀고 다음 해에 치러진 UEFA 유로 2004에 출전하였다.
2005년 11월 16일에 열린 튀르키예와의 2006년 FIFA 월드컵 유럽 지역 예선 플레이오프 2차전 경기에서 경기 종료 이후 벌어진 난투극에 가담하여 튀르키예 대표팀의 트레이너를 발로 찬 혐의가 인정되어 A매치 6경기 출전 정지를 당하였고, 이에 따라 2006년 FIFA 월드컵 본선 명단에 포함되지 못하였다.